# Emanuel Brítez
Emanuel Brítez (Santa Fe, Argentina; 26 de marzo de 1992) es un futbolista argentino. Juega como lateral por derecha, aunque también puede desempeñarse como marcador central y como lateral por izquierda, y su primer equipo fue Unión de Santa Fe. Actualmente se encuentra en Fortaleza de la Serie A de Brasil.

## Trayectoria

### Unión de Santa Fe
Emanuel Brítez comenzó su carrera en la Escuelita de Fútbol del club Unión a los 4 años, realizó todas las divisiones inferiores y se consolidó como un habitué en la Reserva de AFA, inclusive siendo elegido capitán. Esto le valió ser convocado para su primera pretemporada con el plantel profesional en 2012. Además, en ese mismo año, fue elegido como jugador destacado en la Fiesta de Premiación del Fútbol Juvenil de AFA.
A principios de 2013 formó parte nuevamente de la pretemporada con el plantel de Primera y tuvo su debut profesional el 8 de febrero de ese mismo año, en el empate 1-1 entre Unión y Arsenal, por la fecha 1 del Torneo Final. Ese día, fue protagonista de una agresión muy fuerte con Pablo Lugüercio, de la que luego se arrepintió públicamente.
Brítez fue titular en gran parte de ese torneo, y si bien al equipo tatengue le tocó descender, su rendimiento fue más que satisfactorio. Su punto más alto se dio en el clásico que Unión le ganó 1-0 a Colón con gol de Damián Lizio, cuando "anuló" completemente a Emmanuel Gigliotti y los medios lo eligieron como la figura del partido. El buen nivel mostrado por el juvenil hizo que el Club Atlético Unión le firmara su primer contrato profesional, cuya duración es hasta 2017.

### Independiente
En diciembre de 2017 es cedido a Independiente, donde permanece durante un año y medio. Allí alterna titularidad con suplencia sin poder consolidarse definitivamente, por lo que una vez finalizado el préstamo el equipo de Avellaneda decide no hacer uso de la opción de compra.

### Rosario Central
A mediados del 2019 debía regresar a Unión de Santa Fe, pero Rosario Central negocia la compra de la mitad del pase, transformándose así en nuevo jugador canalla.

### Defensa y Justicia
El 26 de noviembre de 2020 es anunciado oficialmente como nuevo refuerzo de Defensa y Justicia.

## Clubes
- Actualizado al 19 de agosto de 2025

| Club                         | Div.                | Temporada           | Liga | Liga | Copa Nacional | Copa Nacional | Copa Internacional | Copa Internacional | Total | Total |
| Club                         | Div.                | Temporada           | PJ   | G    | PJ            | G             | PJ                 | G                  | PJ    | G     |
| ---------------------------- | ------------------- | ------------------- | ---- | ---- | ------------- | ------------- | ------------------ | ------------------ | ----- | ----- |
| Unión Argentina              | 1.ª                 | 2012/13             | 16   | 0    | 1             | 0             | -                  | -                  | 17    | 0     |
| Unión Argentina              | 2.ª                 | 2013/14             | 25   | 2    | 1             | 0             | -                  | -                  | 26    | 2     |
| Unión Argentina              | 2.ª                 | 2014                | 15   | 0    | -             | -             | -                  | -                  | 15    | 0     |
| Unión Argentina              | 1.ª                 | 2015                | 21   | 3    | 2             | 0             | -                  | -                  | 23    | 3     |
| Unión Argentina              | 1.ª                 | 2016                | 12   | 1    | 1             | 0             | -                  | -                  | 13    | 1     |
| Unión Argentina              | 1.ª                 | 2016/17             | 19   | 2    | 3             | 1             | -                  | -                  | 22    | 3     |
| Unión Argentina              | 1.ª                 | 2017/18             | 8    | 0    | 0             | 0             | -                  | -                  | 8     | 0     |
| Unión Argentina              | 1.ª                 | 2021                | 23   | 3    | -             | -             | -                  | -                  | 23    | 3     |
| Unión Argentina              | 1.ª                 | 2022                | 5    | 1    | 13            | 0             | 7                  | 1                  | 25    | 5     |
| Unión Argentina              | Total               | Total               | 144  | 12   | 21            | 1             | 7                  | 1                  | 172   | 14    |
| Independiente Argentina      | 1.ª                 | 2017/18             | 6    | 0    | 0             | 0             | 1                  | 0                  | 7     | 0     |
| Independiente Argentina      | 1.ª                 | 2018/19             | 16   | 1    | 3             | 0             | 5                  | 1                  | 24    | 2     |
| Independiente Argentina      | Total               | Total               | 22   | 1    | 3             | 0             | 6                  | 1                  | 31    | 2     |
| Rosario Central Argentina    | 1.ª                 | 2019/20             | 22   | 1    | 1             | 0             | -                  | -                  | 23    | 1     |
| Rosario Central Argentina    | Total               | Total               | 22   | 1    | 1             | 0             | -                  | -                  | 23    | 1     |
| Defensa y Justicia Argentina | 1.ª                 | 20                  | -    | -    | 2             | 0             | 7                  | 0                  | 9     | 0     |
| Defensa y Justicia Argentina | 1.ª                 | 2021                | -    | -    | 12            | 0             | 6                  | 0                  | 18    | 0     |
| Defensa y Justicia Argentina | Total               | Total               | -    | -    | 14            | 0             | 13                 | 0                  | 27    | 0     |
| Fortaleza · Brasil           | 1.ª                 | 2022                | 20   | 1    | 2             | 0             | -                  | -                  | 22    | 1     |
| Fortaleza · Brasil           | 1.ª                 | 2023                | 5    | 0    | 7             | 0             | -                  | -                  | 12    | 0     |
| Fortaleza · Brasil           | 1.ª                 | 2023                | 31   | 0    | 2             | 0             | 13                 | 0                  | 46    | 0     |
| Fortaleza · Brasil           | 1.ª                 | 2024                | 6    | 0    | 8             | 0             | -                  | -                  | 14    | 0     |
| Fortaleza · Brasil           | 1.ª                 | 2024                | 30   | 0    | 3             | 0             | 8                  | 0                  | 41    | 0     |
| Fortaleza · Brasil           | 1.ª                 | 2025                | 4    | 1    | 3             | 0             | -                  | -                  | 7     | 1     |
| Fortaleza · Brasil           | 1.ª                 | 2025                | 4    | 0    | 0             | 0             | 3                  | 0                  | 7     | 0     |
| Fortaleza · Brasil           | Total               | Total               | 100  | 2    | 25            | 0             | 24                 | 0                  | 149   | 2     |
| Total en su carrera          | Total en su carrera | Total en su carrera | 288  | 16   | 64            | 1             | 50                 | 2                  | 402   | 19    |

## Palmarés

### Campeonatos regionales
| Título              | Club      | País   | Año  |
| ------------------- | --------- | ------ | ---- |
| Campeonato Cearense | Fortaleza | Brasil | 2023 |
| Copa do Nordeste    | Fortaleza | Brasil | 2024 |

### Copas internacionales
| Título              | Club               | Sede      | Año  |
| ------------------- | ------------------ | --------- | ---- |
| Copa Suruga Bank    | Independiente      | Japón     | 2018 |
| Copa Sudamericana   | Defensa y Justicia | Argentina | 2021 |
| Recopa Sudamericana | Defensa y Justicia | Brasil    | 2021 |

### Otros logros
| Título                     | Club              | País      | Año  |
| -------------------------- | ----------------- | --------- | ---- |
| Ascenso a Primera División | Unión de Santa Fe | Argentina | 2014 |